# Тоутоваї
Тоутоваї (Petroica) — рід горобцеподібних птахів родини тоутоваєвих (Petroicidae). Представники цього роду мешкають в Австралії, Новій Гвінеї, Новій Зеландії та на островах Океанії.

## Види
Міжнародна спілка орнітологів визнає чотирнадцять видів:
- Тоутоваї рожевий (Petroica rosea)
- Тоутоваї малиновогрудий (Petroica rodinogaster)
- Тоутоваї скельний (Petroica archboldi)
- Тоутоваї лісовий (Petroica bivittata)
- Тоутоваї вогнистий (Petroica phoenicea)
- Тоутоваї острівний (Petroica multicolor)
- Тоутоваї червоноволий (Petroica boodang)
- Тоутоваї червонолобий (Petroica goodenovii)
- Тоутоваї великоголовий (Petroica macrocephala)
- Тоутоваї білолобий (Petroica australis)
- Тоутоваї чатамський (Petroica traversi)
- Тоутоваї малий (Petroica pusilla)
- Тоутоваї довгоногий (Petroica longipes)
- Petroica polymorpha

## Етимологія
Наукова назва роду Petroica представляє сполучення слів дав.-гр. πετρα — скеля і οικος — житло.